# Franz Josef Degenhardt
Franz Josef Degenhardt (Schwelm, 3 dicembre 1931 – Quickborn, 14 novembre 2011) è stato un cantautore e scrittore tedesco.

## Biografia
Studiò legge alle università di Colonia, Friburgo e infine Saarbrücken, dove si laureò nel 1966. Fece il suo esordio da cantautore nel 1963, anno in cui si esibì per la prima volta in concerto e pubblicò i primi dischi. Considerato padre fondatore del movimento cantautoriale tedesco emerso a metà degli anni '60, per questa ragione venne soprannominato Papà Franz ("Väterchen Franz").
Accanto all'attività musicale, dal 1973 fu anche autore di romanzi, due dei quali furono adattati in film televisivi. Fu membro del PEN club dal 1971.

### Stile musicale
Lo stile musicale di Degenhardt si rifaceva a George Brassens, con grande importanza data ai testi, supportati da un arrangiamento minimale (solitamente chitarra e armonica). Mentre i primi lavori erano caratterizzati da una vena intimistico-personale e mostravano uno spirito anarchico e individualista, a partire dal 1965 i suoi testi si concentrarono sull'attualità politico-sociale e si fecero più taglienti e corrosivi, riflettendo il credo politico socialista di Degenhardt.

## Discografia

### Studio album
- 1963: Rumpelstilzchen
- 1965: Spiel nicht mit den Schmuddelkindern
- 1966: Väterchen Franz
- 1968: Wenn der Senator erzählt
- 1969: Im Jahr der Schweine
- 1972: Mutter Mathilde
- 1973: Kommt an den Tisch unter Pflaumenbäumen
- 1975: Mit aufrechtem Gang
- 1977: Wildledermantelmann
- 1980: Der Wind hat sich gedreht im Lande
- 1982: Du bist anders als die anderen
- 1983: Lullaby zwischen den Kriegen
- 1985: Vorsicht Gorilla!
- 1986: Junge Paare auf Bänken
- 1987: Da müssen wir durch
- 1987: Diesmal werd’ ich nicht mit ihnen zieh’n – Friedenslieder von und mit Franz Josef Degenhardt
- 1988: Jahreszeiten
- 1990: Wer jetzt nicht tanzt
- 1992: Und am Ende wieder leben
- 1993: Nocturn
- 1994: Aus dem Tiefland
- 1996: Weiter im Text
- 2000: Cafe nach dem Fall
- 2002: Quantensprung
- 2006: Dämmerung
- 2008: Dreizehnbogen

### Live album
- 1968: Live 68
- 1971: Wallfahrt zum Big Zeppelin
- 1978: Liederbuch
- 1989: Aus diesem Land sind meine Lieder
- 1998: Sie kommen alle wieder – oder?